# Orthetrum sabina
Orthetrum sabina – gatunek ważki z rodziny ważkowatych (Libellulidae).